# Olindo Koolman
Olindo Koolman (ur. 1942) – arubański polityk, drugi gubernator Aruby, który sprawował tę funkcję od 12 marca 1992 do 11 maja 2004.

## Kariera polityczna

### Przed 1992
W latach 90. XX w. Olindo Koolman był urzędnikiem państwowym, pracując m.in. na stanowisku dyrektora Inspectie Invoerrechten en Accijnzen (Douane) – inspekcji ds. celnych i akcyzowych podległej ministrowi finansów.

### Lata 1992-2004: kadencja gubernatora
Na gubernatora został powołany dekretem królewskim z 29 stycznia 1992. 15 stycznia 1999 wszedł w życie dekret z 8 grudnia 1998 powołujący Koolmana na drugą kadencję.

### Po 2004
Po zakończeniu urzędowania został m.in. członkiem Comité 2004 – powstałego w grudniu 2004 komitetu zajmującego się zacieśnianiem stosunków i pogłębianiem współpracy między Holandią, Arubą i resztą Antyli Holenderskich w ramach Królestwa Niderlandów, a także prezesem rady nadzorczej Banco di Caribe.

## Życie prywatne
Jest żonaty z Maríą Axellą (Dorą) Koolman-Croes, inicjatorką powołania fundacji zajmującej się pomocą kobietom w trudnej sytuacji życiowej.

## Literatura dodatkowa
- Alice van Romondt, Olindo Koolman: Liber amicorum pa mr. Olindo Koolman: gouverneur van Aruba, 1992-2004. Editorial Charuba/Gobik Foundation, 2005. ISBN 978-99904-86-41-4. Brak numerów stron w książce